# Ensemble rectifiable
En mathématiques, un ensemble rectifiable est une généralisation pluridimensionnelle de courbe rectifiable. Ce sont les objets différentiels de la théorie géométrique de la mesure, fondée par Herbert Federer.

## Définitions
Une partie A de {\displaystyle \mathbb {R} ^{n}} est m-rectifiable s'il existe une famille dénombrable d'applications {\displaystyle f_{i}:\mathbb {R} ^{m}\to \mathbb {R} ^{n}} de classe {\displaystyle {\mathcal {C}}^{1}} telle que
{\displaystyle {\mathcal {H}}^{m}\left(A\setminus \bigcup _{i}f_{i}(\mathbb {R} ^{m})\right)=0~,}
où {\displaystyle {\mathcal {H}}^{m}} est la mesure de Hausdorff de dimension m.
A est purement non m-rectifiable si pour toute application {\displaystyle f:\mathbb {R} ^{m}\to \mathbb {R} ^{n}} de classe {\displaystyle {\mathcal {C}}^{1}},
{\displaystyle {\mathcal {H}}^{m}\left(A\cap f(\mathbb {R} ^{m})\right)=0~.}
On obtient des définitions équivalentes en remplaçant {\displaystyle {\mathcal {C}}^{1}} par application lipschitzienne. 

## Propriétés
- Un exemple de partie purement non 1-rectifiable de {\displaystyle \mathbb {R} ^{2}} est le produit de l'ensemble de Smith-Volterra-Cantor par lui-même.

- Les parties rectifiables sont une généralisation, du point de vue de la théorie de la mesure, des sous-variétés. Par exemple, on peut définir la notion de sous-espace (de dimension m) presque tangent en un point de A, et montrer que A est m-rectifiable si et seulement si, en {\displaystyle {\mathcal {H}}^{m}}-presque chacun de ses points, elle admet un tel sous-espace presque tangent.

- Toute partie de {\displaystyle {\mathcal {H}}^{m}}-mesure finie est réunion d'une partie m-rectifiable et d'une partie purement non m-rectifiable (dont l'intersection est nécessairement {\displaystyle {\mathcal {H}}^{m}}-négligeable).

- Théorème de projection de Besicovitch-Federer : si une partie A, de {\displaystyle {\mathcal {H}}^{m}}-mesure finie, est purement non m-rectifiable, alors pour presque tout sous-espace P de dimension m, le projeté orthogonal de A sur P est {\displaystyle {\mathcal {H}}^{m}}-négligeable.

## Référence
(en) T.C. O'Neil, « Geometric measure theory », dans Encyclopedia of Mathematics, Springer online (lire en ligne)